# KlinikRente Versorgungswerk
KlinikRente ist ein branchenbezogenes Versorgungswerk mit Sitz in Köln, das sich auf Vorsorgelösungen für die Gesundheitswirtschaft in Deutschland spezialisiert hat. Es richtet sich an alle Beschäftigten im Gesundheitswesen – unabhängig von Trägerform oder Einrichtungstyp – und bietet maßgeschneiderte Angebote zur betrieblichen und privaten Vorsorge. 
Geschichte
Das Versorgungswerk wurde im Jahr 2002 als Branchenlösung für Mitglieder des Bundesverbandes Deutscher Privatkliniken e. V. (BDPK) gegründet. Bereits 2003 wurde das Angebot durch den damaligen Vertragspartner, den Pensionsverein Deutscher Kranken- und Pflegeeinrichtungen e. V. (PDK), für Einrichtungen aller Trägerschaften geöffnet.
Seit Mitte 2023 ist die Ecclesia Holding GmbH Gesellschafterin der KlinikRente Versorgungswerk GmbH.
Geschäftsfeld
KlinikRente bietet Vorsorgelösungen in folgenden Bereichen:
- Betriebliche  Altersversorgung
- Betriebliche Einkommenssicherung
- Private Berufsunfähigkeitsvorsorge
- Private Pflegeversicherung
- Betriebliche Krankenversicherung (seit April 2025)

Die Produktlösungen werden über externe Kooperations-Partner vermittelt und umfassen die Konzeption, Implementierung und kontinuierliche Weiterentwicklung der Vorsorgelösungen.
Zielgruppe
Das Angebot richtet sich an Beschäftigte in Krankenhäusern, Rehabilitations- und Pflegeeinrichtungen sowie in ambulanten Versorgungseinrichtungen. Über 6.000 Unternehmen der Gesundheitswirtschaft nutzen die Lösungen von KlinikRente – häufig ergänzend zu bestehenden Versorgungseinrichtungen wie Zusatzversorgungskassen, kirchlicher Zusatzversorgung oder der Versorgungsanstalt des Bundes und der Länder (VBL).
Konsortialmodell
KlinikRente wird von einem Konsortium etablierter Versicherungsunternehmen getragen. In der betrieblichen Altersversorgung ist die Allianz Lebensversicherungs-AG federführend, unterstützt durch:
- Condor-Versicherung
- Deutsche Ärzteversicherung
- Swiss Life
- R+V Versicherung

Im Bereich der privaten Berufsunfähigkeitsabsicherung ist Swiss Life führend, daneben sind auch die Allianz und die R+V Versicherung beteiligt. 